# 固定ド
固定ド（こていド、英語: Fixed do）とは、音名のCを「ド」とし、「ドレミファソラシド」を階名ではなくイタリア語式音名として考える、または歌う方法。楽器演奏をする際の楽譜の読み方は固定ドが使われることが多い。

## 概要
「ドレミファ…」というソルミゼーションはグイード・ダレッツォによって考案されたとされているが、当初は階名として用いられるものであった。その後イタリア、フランスにおいては「ドレミファソラシド」は階名よりも音名として定着し、これらの国では現在では階名にはジャン＝ジャック・ルソーの考案した数字譜が使われている（固定ド）。一方イギリスでは19世紀前半に#や♭を母音の変化で表す「トニック・ソルファ」が考案されるなど、英語圏では「ドレミファソラシド」は階名として用いられ、音名には英語式音名が用いられる（移動ド）。「ドレミファソラシド」を音名にも階名にも用いている（固定ドと移動ドを併用している）のは日本のみであるといわれており、音楽教育界に混乱を招く原因ともなっている。現在ではクラシックの教育機関・楽器演奏では固定ド、ポピュラー音楽の教育機関・声楽では移動ドが一般的であるが、移動ドと固定ドのどちらが実際に有効的であるかはしばしば議論される。
日本の学校教育においては、小学校・中学校とも学習指導要領において、「適宜、移動ド唱法を用いること。」と定められていて、移動ドの使用が一般的であるが、使用教材や児童・生徒の実態に応じて「適宜」使用されるものであるため、固定ドが使用されることもある。

## 固定ドで使われる音名

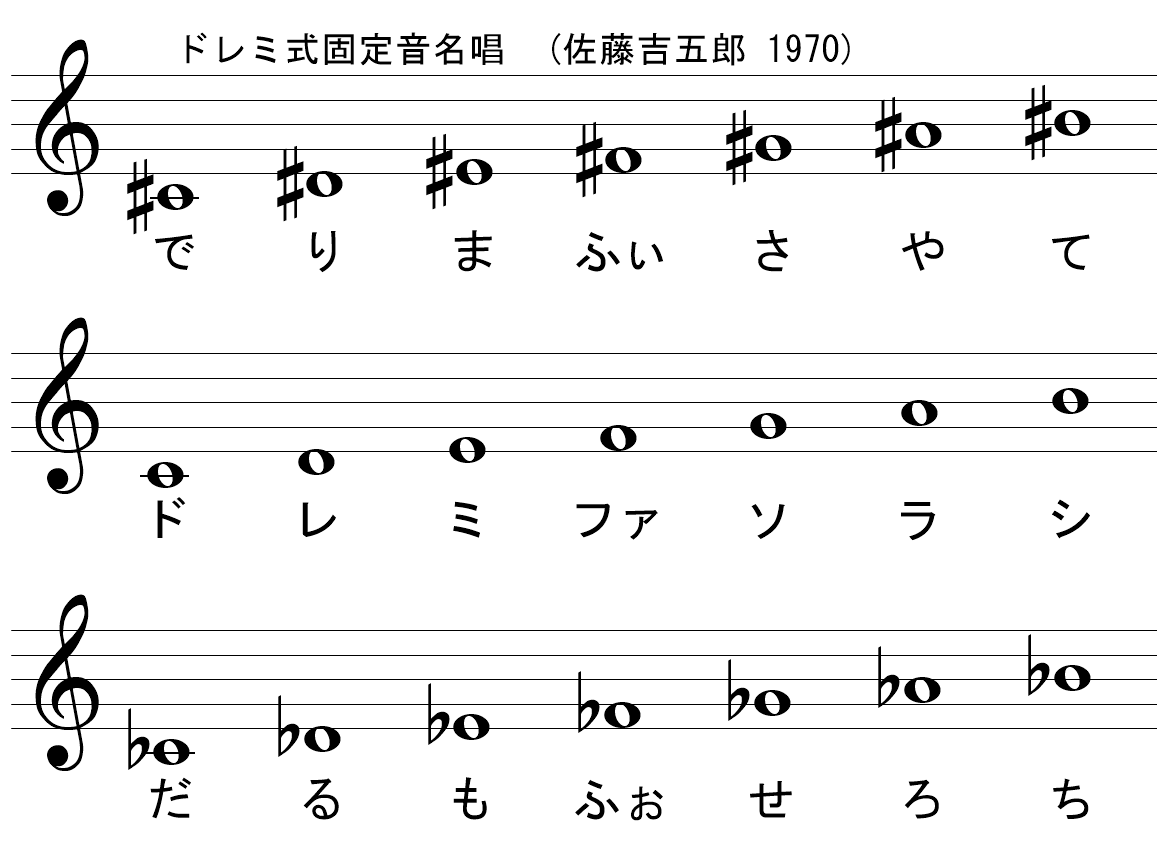
佐藤吉五郎「私はなぜ固定ドを主張するか－ドレミ式固定音名唱－」(『音楽教育研究』No50、1970年6月号、音楽之友社、pp72-84)より改写。重嬰音と重変音は原図でも省略。

固定ドでは調に関わらず、階名ではなく音名としてドレミファソラシが使われる。ドイツ語式音名や英語式音名など、イタリア語式音名以外の音名を用いる場合は、単に「音名唱」または「音名唱法」などと呼ばれる。

日本の学校教育において固定ド音名唱を実践する教員たちのあいだでは、嬰音(♯)や変音(♭)の音名をどう読むかについて、しばしば問題となってきた。

佐藤吉五郎らが推奨・実践した「ドレミ式固定音名唱」では、それぞれの嬰音に「デリマフィサヤテ」、変音に「ダルモフォセロチ」をあてた。
| 嬰音 | デ | リ | マ | フィ | サ | ヤ | テ |
| 幹音 | ド | レ | ミ | ファ | ソ | ラ | シ |
| 変音 | ダ | ル | モ | フォ | セ | ロ | チ |

西塚智光は異名同音を整理し、12音のそれぞれに「ドデレリミファフィソサラチシ」をあてた。

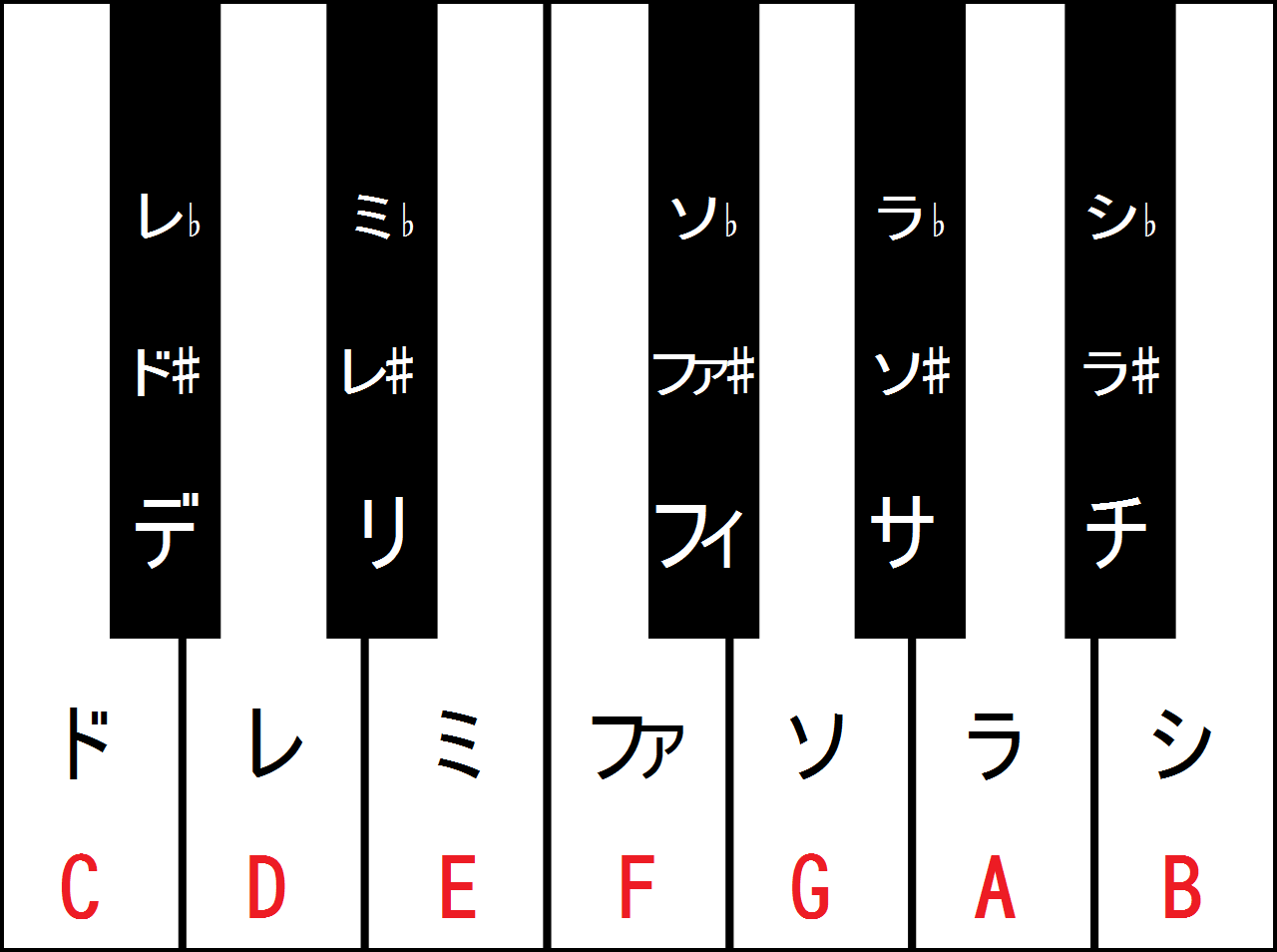
ピアノ鍵盤との対応

| 嬰音 | デ | リ |    | フィ | サ |    |    |
| 幹音 | ド | レ | ミ | ファ | ソ | ラ | シ |
| 変音 |    |    |    |      |    |    | チ |